# Blepharita surtur
Blepharita surtur là một loài bướm đêm trong họ Noctuidae.